# Ярослав Фоглар
Ярослав Фоглар (6 липня 1907, Прага, Австро-Угорщина — 23 січня 1999, Прага, Чехія) — чеський письменник, автор романів про пригоди скаутів.

## Біографія
Ярослав Фоглар народився в 1907 році в Празі. Рано втратив батька, пізнав чимало труднощів і негараздів. Вся турбота про сім'ю лежала на плечах матері.
У 1924 році вступив в празький загін скаутів, що багато в чому визначило його подальшу долю. Неодноразово бував у селі Колочава, Закарпатської області. Своє відоме прізвисько Яструб він отримав саме тут. Пропрацювавши деякий час в торговій фірмі, Фоглар дебютував як редактор і видавець у заснованому ним дитячому журналі «Глашатай». Однак основним його заняттям як і раніше залишалася робота в загоні скаутів і написання пригодницьких романів для дітей. За короткий час книги Фоглара придбали величезну популярність у чеських читачів, яка з часом нітрохи не зменшилася.
Надалі рух скаутів чекала серія заборон і переслідувань, що не могло не торкнутися і діяльності Ярослава Фоглара. Першу заборону наклали нацисти під час Другої світової війни, змусивши письменника піти в підпілля разом з усім своїм скаутським загоном. Роботу, однак, він не припиняв, продовжуючи писати книги. Після війни Фоглар перейменував журнал «Глашатай» у «Вперед» і продовжив журналістсько-письменницьку діяльність вже легально. Однак в 1948 році відбувся комуністичний переворот, після якого настав новий етап заборон на скаутський рух. У 1960-х роках заборона була трохи послаблена, а в 1989 році знята повністю — Фоглара і його творчість реабілітували.
Фоглар активно включився в роботу, видав заборонені раніше книги та перевидав старі. Вони принесли письменникові успіх, якщо не більший, ніж в довоєнні роки, то його цілком можна порівняти з успіхом тих років. Найвідомішими та найулюбленішими у читачів є книги (так звана «Трилогія нетрів»), присвячена пригодам п'яти скаутів (Мірек, Ярка, Індра, Краснячек і Бистроніжка) — членів клубу «Швидкі стріли». За мотивами цих творів вийшли комікси, знято фільм «Таємниця головоломки» (1993), а також однойменний серіал (1969).
У романі «Хлопці з Бобрової річки», описується як у 1938 році загін Яструба відправився у подорож до найсхіднішого куточка тогочасної Чехословачини — Подкарпатську Русь. Місце під табір — луг у річки Озерянки поблизу села Синєвир — Яструб обрав за рекомендацією письменника Івана Ольбрахта. У цьому красивому, але дикому краю, провели 43 чеські скаути незабутні канікули. У хроніці празької «Двійки» пригодницький відпочинок на Прикарпатській Русі є однією з найвизначніших глав. Одночасно Табір у Синевиру став дуже значною — чи, можливо, прямо кажучи легендарною — подією в історії скаутів Чехії.
Ярослав Фоглар помер 23 січня 1999 року в Празі. Власну сім'ю він так і не створив, але все його довге і нелегке життя було присвячене роботі з дітьми. І все нові і нові покоління юних читачів не можуть відірватися від захопливих пригод «Швидких стріл».